# 氰乙基碘化锌
氰乙基碘化锌是一种有机锌化合物，化学式为NCCH2CH2ZnI。它可由3-碘丙腈和锌在四氢呋喃中反应制得。它和CuCN·2LiCl反应，可以得到NCCH2CH2Cu(CN)ZnI。它可用于有机合成。